# Nerima
Nerima (jap. 練馬区 Nerima-ku) – jeden z 23 specjalnych okręgów (dzielnic) Tokio. Ma powierzchnię 48,08 km². W 2020 r. mieszkało w nim 753 045 osób, w 373 946 gospodarstwach domowych  (w 2010 r. 716 384 osoby, w 336 023 gospodarstwach domowych).